# Леніція
Лені́ція (від лат. lens, lenis — в'ялий) в мовознавчій фонетиці — ослаблення тертя або мутація приголосних звуків, що перебувають у позиції між двома голосними. Леніція може бути як суто фонетичним явищем (наприклад, українське ся < себе), так і мати морфосинтаксичний зміст (наприклад, у кельтських  мовах).